# Мухаммад Бакир Бехбехани
Мухаммад Бакир И Мухаммад Акмал Бехбехани (1706-1791), известный также как Вахид Бехбехани и Алламе Бехбехани — шиитский законовед и теолог, видный представитель усулитского направления, чьи труды сыграли решающую роль в победе усулитской школы над ахбаритской.

## Биографические сведения
Учёный родился в Бехбехане (Иран) в 1116 г. хиджры; его жизнь пришлась на эпоху заката династии Сефевидов. По линии матери он приходился родственником Мухаммаду Бакиру Маджлиси. Семья Бехбехани была религиозной: его бабушка Амина Бегум, являлась высокообразованной женщиной, специализирующейся в области фикха, была замужем за шиитским учёным Муллой Салихом Мазандарани и вместе с мужем принимала активное участие в богословских дискуссиях.
После получения шиитского религиозного образования в хаузе Бехбехани вернулся в свой родной город и начал консультировать людей по вопросам фикха в местной мечети. После одного неприятного инцидента ему пришлось покинуть Бехбехан и переехать в Кербелу, где он стал имамом общественной молитвы в маленькой мечети и прославился дебатами с ахбаритами, над которыми одержал блестящую победу.
Мухаммад Бакир Бехбехани скончался в 1205 г. хиджры и был похоронен в мавзолее имама Хусейна в Кербеле.

## Вклад в развитие шиитской юриспруденции
Перу Мухаммада Бакира Бехбехани принадлежат такие значимые труды по шиитскому фикху, как «Шарх аль-Мафатих» (толкование к сборнику зияратов и дуа «Мафатих аль-джинан» за авторством Аббаса Куми), «Хашиат аль-Мадарик», «Хашиат аль-Вафи» и «Хашиат аль-Кафи».
В Кербеле Бехбехани вёл ожесточённую полемику с ахбаритами, не признававшими авторитета муджтахидов и считавших иджтихад нелегитимным с точки зрения шиизма и хадисов двенадцати Имамов. Сторонники Бехбехани считали, что ахбаритов финансируют западные державы дабы ослабить сопротивление масс колониализму под руководством шиитских религиозных авторитетов, которое всегда было заметным феноменом в истории исламского мира.
По словам Мухаммада Бакира ас-Садра, Бехбехани привёл весомые доводы в пользу необходимости развития иджтихада в том его понимании, которое не противоречит хадисам имамов Ахл аль-Бейт. Так, Бехбехани акцентировал тот момент, что с ходом истории множество хадисов было утеряно, в связи с чем в фикхе возникли огромные смысловые бреши. Именно поэтому иджтихад не нужен был ранним учёным — таким, как, например, шейх Муфид — но стал остро необходим шиитским законоведам последующих эпох. По мнению Бехбехани, сам термин «иджтихад» изменил своё значение с той поры, когда эта практика в её суннитском понимании критиковалась Имамами шиизма двунадесятников. Так, если сунниты считали возможным опору на собственное мнение (раи) в шариатских вопросах и называли это иджтихадом, то иджтихад в шиитском понимании — это процесс вывода норм и законов из Корана и Сунны при помощи рациональных методик с учётом возникших с течением времени смысловых брешей. Таким образом, это не привнесение в шариат своего субъективного мнения, а попытка интеллектуальной, рациональной реконструкции некогда известной всем нормы.
В ходе дебатов с Вахидом Бехбехани ахбариты потерпели сокрушительное поражение, а усулитская школа набрала силу. Ввиду своего непререкаемого авторитета Мухаммад Бакир Бехбехани получил титул Устад аль-Кулль («Учитель всего»). Его также называют «спасителем шиитской юриспруденции».

## Ученики Алламе Бехбехани
Мухаммад Бакир Бехбехани воспитал плеяду шиитских законоведов, которые после его смерти продолжали развивать и сохранять традиции иджтихада в его шиитском понимании.
Примечательно, что значительную часть его учеников представляли бывшие ахбариты, которые отказались от своих убеждений и встали на платформу усулитской школы.
Самыми известными из учеников Мухаммада Бакира Бехбехани стали Мулла Махди Нараки, сеид Махди Бахр аль-Улюм, сеид Махди Шахристани, шейх Джафар Кашиф аль-Гита, Мирза Абу-ль-Касим Куми, Мирза Махди Шахрастани.